# シャン・チー
シャン・チー（Shang-Chi、[ˌʃɑːŋ ˈtʃiː] SHAHNG-CHEE ）は、マーベル・コミックが発行するアメリカン・コミックスに登場するスーパーヒーローであり、マスター・オブ・カンフー（Master of Kung Fu）、ブラザー・ハンド（Brother Hand）としても知られている。

## キャラクター性
作家のスティーブ・エングルハートとアーティストのジム・スターリンによって生み出され、「Bronze Age of Comic Books」の「Special Marvel Edition #15」（表紙は1973年12月）でデビューし、1983年まで自身のソロタイトルで主演を務めた。シャン・チーは、棍、ヌンチャク、中国剣などの武器を使った武術に精通している。暗殺者として育てられたが優れた精神性を持ち、ヒーローに転身した後に発揮されている。なお、以前は女性を求める心などを自制していたが、暗殺者としての呪縛から解放されてからは恋愛をする節もある。
マーベルがフー・マンチュー（マーベル版の英語記事）の映像化を望み、過程でフー・マンチューの息子として作成されたキャラクターがシャン・チーである。サックス・ローマーによるフー・マンチューの設定を引き継いでいるため、後述のファー・ロスエ、デニス・ネイランド・スミス卿、シ・ファン、「ハンド」という呼称など他にもサックス・ローマー由来の設定も見られる。フー・マンチューのマーベルへの導入は、シャン・チーだけでなく後述のジミー・ウー（英語版）やイエロー・クロー（英語版）などのキャラクターやシリーズの誕生にも関与した（イエロー・クローは、同名のフー・マンチューの関連小説をモデルにしている）。
また、香港等のカンフー映画の流行の影響で生まれたキャラクターでもあり、ブルース・リー主演の「燃えよドラゴン」と同年にデビューした。その後、幾度か実写映画化の企画が持ち上がった。一度目は、ブルース・リーの息子のブランドン・リーを主演にスタン・リーが企画した物で、二度目は「ハルク」を監督したアン・リーが監督に起用される予定だった物で、やはり「マーベル・シネマティック・ユニバース」以前の映画シリーズになる予定だった。そして、2021年に「シャン・チー/テン・リングスの伝説」が公開された。

## 家族構成

### 父
マーベルがフー・マンチューに関する権利を失ったため、父親の名前はジェン・ズーに改名された。
ジェン・ズーはジェン・イーと共に18世紀に生まれ「デッドリー・ウォーリアズ」となる暗殺者集団を育成し、「ファイブ・ウェポンズ・ソサイエティ」を創設した。徒手格闘に優れるだけでなく、人間を動かしたり離れた場所から魔力で攻撃したり爆発を起こすなど強力な魔法や念力を使いこなし、催眠術や洗脳術や戦略術などにも優れる。さらには自身が開発した「エリクサー・オブ・ライフ」による不老長寿を持つ。「ファイブ・ウェポンズ・ソサイエティ」と傘下の各組織は世界を征服しようとするほどの莫大な規模の犯罪組織であり、世界各国に居城を持ち途方もない財力や軍事力を持つ。多数の強力なミュータント・アサシン・忍者・兵士・魔術師などの他、指向性エネルギー兵器や雷撃兵器、衛星兵器、スペースシャトルや高性能戦闘機、UFO、人間をコントロールできる装置、バイオテクノロジーによって作られた生物兵器（ハイブリッドの巨大生物や人間/動物のハイブリッド兵士など）などの戦力を持つ。死後もシャドー・カウンシルなどが蘇生しようとするほどの影響力を持つが、十分な材料が足りずアンデッド（ゾンビ）の様な状態になったこともある。
『シャン・チー/テン・リングスの伝説』ではシュー・ウェンウーという名前で登場しており、原作のアイアンマン最大のヴィランともいえるジンギスカンの子孫のマンダリンと同一化されて映像化された。ジェン・ズーの設定とマンダリンの設定の両方を応用しており、コミックスのマンダリンが使ったマクルアン族の指輪の能力には「エリクサー・オブ・ライフ」の効能と類似した部分がある。“ウォーリアー・キング”や“世界一危険な男”という呼称は、ブラックパンサーのタイトルの一つやコミックシリーズの題名から取られている。
- マスター・プラン、テムジン、スワン、（70年代のシリーズでゴジラと戦ったチームに所属していた）ジミー・ウー（英語版）はマンダリンの親類であり、後にシャン・チーと共闘することになる。

### 母
母親の名前はテレパシー能力を持つ弓の名人ジアン・リーであり、シャン・チーと後述のシュイ・フアの実母である。
- 1973年の「スペシャル・マーベル・エディション」に登場した、フー・マンチュー時代のシャン・チーの母親とは別のキャラクターになっている。こちらの母親は実名が不明だが、フー・マンチュによって「科学的に」息子の母親となるのにふさわしい女性として選ばれた。フー・マンチュを愛していないが彼の力・富・「エリクサー・オブ・ライフ」の力を息子に継がせたいために結婚した。フー・マンチューの失脚後、セレストリアル・オーダー・オブ・シ・ファンに勧誘され、息子に夫の力や不老長寿などを受け継がせることなく息子を勘当した。

『シャン・チー/テン・リングスの伝説』では、ター・ロー出身のイン・リーが母親になっており、ジアン・リーの設定を応用しているが、コミックスでは映画と異なり実際に「ネガティブ・ゾーン」にいて、シャン・チーの父親に対して死を欺いていて、その世界の生き物たちと共にいるなど逆になっている設定もある。

### 兄弟姉妹
コミックスのシャン・チーには、実数が不明なほど多数の異母兄弟や異母姉妹が存在する。シャン・チーを含め「ブラザー・〇〇」や「シスター・〇〇」というコードネームがつけられる場合がある。
- 名前が判明している5名の妹（ジェン・シュイ・フア、ジェン・ジラン、ジェン・バオ・ユー、クァイ・ファー、エスメ・クッコー）が存在するが、『シャン・チー/テン・リングスの伝説』に登場したシャーリンという名のキャラクターは存在しない（シャーリン自体はシュイ・フアなど何人かの妹の設定を一部引き継いでいる）。
  - 戦闘経験を持たないクァイ・ファー以外は正義のヒロインや元ヴィランのダークヒロイン、またはヒロインとヴィランを行き来する様になった。ミュータントである者（ジラン）、ワカンダ出身の母の下に生まれブラックパンサーと婚約直前まで恋愛関係を持った者（ファー）、MI6の諜報員になった者（バオ・ユー）、「エリクサー・オブ・ライフ」によって不老長寿を得た者（バオ・ユー）もいる。
  - ジラン れぞれミュータントでありは音響具現化。、2021年発売のシリーズでウルヴァリンに告げられるまで自分がミュータントだと知らず、また能力も判明していない。この際、シャン・チーによって新たなシスター・棒に任命さ。
  - バオ・ユー（カースド・ロータス）は（サックス・ローマーによる）フー・マンチューの娘であるファー・ロスエをモデルにしており、フー・マンチューの設定があった時代にはファー・ロスエの名も使っていた[7][8]。
  - シュイ・フア（シスター・ハンマー）はヴィランからダークヒロイン/アンチヒロインに更生したが現在は立場上敵対している。ジェン・ズーの幽霊は後継者にシャン・チーを選んだがシュイ・フアが反発して新たな総帥としてキョンシーの軍勢を作り家族を攻撃するなどの混乱を引き起こしている。シュイ・フアの復讐は父親への憎悪からのものであるが、結果的に家族と戦うことになっている（ロンドンでの戦闘では、シャン・チーの元恋人でMI6のレイコ・ウーがシュイ・フアを射殺しようとしたが、シャン・チーはシュイ・フアと戦いながらも弾丸を素手で掴んでシュイ・フアを逃がしている）。
  - ジェン・ズーの組織は世界各国に居城を持ち、シャン・チーの異母には外国人も多数いる。クァイ・ファーの母親がワカンダ人なのは、中国（を裏から操ろうとする父）とワカンダの国交（という名目の犯罪組織の拡大）のための政治的な結婚が理由である。ブラックパンサーことティ・チャラがアメリカに配偶者を探しに旅行した際に、彼とルーク・ケイジを手下の忍者たちを使って居城に誘導し、ティ・チャラとクァイ・ファーが婚姻関係を結ぶように工作させたが、娘自身は父の野望のために動かされていたが純粋に恋愛結婚を望んでいた部分がある[9]。なお、シャン・チーは後にワカンダ出身者（Derek Khanata）の指揮下で戦ったこともある。
- タケシ（ブラザー・セイバー）は、後述の「ファイブ・ウェポンズ・ソサイエティ」の下位組織の一つである日本の「ハウス・オブ・ザ・デッドリー・セイバー」出身の日本人の異母兄弟であり、後にシャン・チーの指揮下に入った。
- シャン・チーの異母兄弟では、ブラザー・スタッフとムービング・シャドーは死亡している。

### その他
遠縁に、シルバーサーファーを宇宙空間で圧倒する戦闘力を持つ改造人間のヴィラン、ムナイ/ミッドナイト・サン（英語版）がいて、シャン・チーと同じく「トライアッズ」と「セレストリアル・オーダー・オブ・シ・ファン」に所属していたこともある。
祖先に、フー・マンチューの「エリクサー・オブ・ライフ」によって骸骨の姿でよみがえったシャカ・カーンがいる。
叔父は父と共に「ファイブ・ウェポンズ・ソサイエティ」を創設したジェン・イーでやはり18世紀から生きている。

## 力と能力
シャン・チーの戦闘能力がどれほどのものか正確には判明していないが、レイコ・ウーによってシュイ・フアに向けられた弾丸を素手で掴んで止める等常人離れした身体能力を持つ。彼はこれまで数多くの超人的な相手を打ち負かしてきた。運動家に分類されるが超人以外では最高の武術家の一人であり、人生の大半を武術に捧げてきた。現存する最高の徒手格闘家、カンフーの実践者と称され、アレスでさえ、魔法を使わずに神に対抗できる数少ない人間の一人と認めている。彼の身体能力の多くは「気」の習得に由来しているようで、通常のアスリートの身体的限界を超えることができる。また、マシンガンやスナイパーライフルの銃弾をかわしたり、腕輪で銃弾をよけたりする能力も持っている。また、集中力や瞑想の訓練を受けており、剣、棒術、カリ、ヌンチャク、手裏剣など様々な武器を使いこなすことができる。
その武術の腕前から、シャン・チーは非常に人気の高い教師であり、多くのキャラクターにカンフーや徒手格闘の指導を行ってきた。キャプテン・アメリカ、スパイダーマン、ウルヴァリンなどの著名な弟子やスパーリング・パートナーもいる。デッドプールの同僚であるドミノにはカンフーを教えた後に恋愛関係になりかけたこともあった。
また、あらゆる生物が発する「気」にも精通しており、サイオニックマスクを被ったジーン・グレイのエネルギーを感知して検出することができたほどである。
アベンジャーズに所属していた頃、シャン・チーはトニー・スタークから特別な装備を与えられていた。気を集中させて力を増すことができる腕輪/ブレスレットや、リパルサーを搭載したヌンチャクなどである。
もともと超能力を持たないシャン・チーは、何度か一時的に超能力を得たことがある。
- スパイダー・アイランドの事件では、スパイダー・ウイルスに感染した後に一時的にスパイダーマンと同じ力と能力を得た。巨大な蜘蛛に変異した後、アイアン・フィストの「気」によって感染を治したが、その代償として蜘蛛の力を失ってしまった。
- アベンジャーズ・ワールド（英語版）第14話では、日系ヴィランの連合（トミ・シシドおよびハンド）によって中国を襲った巨大なドラゴンに対抗するために、一時的にピム分子を使って巨大化した。
- インカージョンの宇宙放射線にさらされた後、自分の複製を無限に作ることができるようになった。
- フェニックス・フォース（英語版）が地球に戻った際に、キャプテン・アメリカやサブマリナーやシーハルク等の多数の地球の戦士たちと共にフェニックスの次のホストの候補者に選ばれ、（参加者はフェニックスの力を与えられ）戦闘トーナメントに参加させられた。キャプテン・アメリカは（シャン・チー本人は最初からこのトーナメントに乗り気ではないが）シャン・チーこそが候補に相応しいと考え自分を試合で倒す様に説得し、シャン・チーは実際にフェニックスの力を効果的に引き出していたが、やはりキャプテン・アメリカとの試合も乗り気ではなくて、フェニックスの力をもって敵を殺すことを拒んだ為にフェニックスから力と参加資格をはく奪された[18]。

バトルワールドのシークレット・ウォーズのストーリーでは、原作の世界線におけるマンダリンの10個のリングの力をベースにしたテンリングスクールの10個のテクニックのうち9個を使うことができる。後に彼は、弟子のキティの不可視化の技術を習得し、相手を石に変える新しい技術を開発した。

## 所属組織
父ジェン・ズーや叔父ジェン・イーが（ジェン・ズーの部下の組織「デッドリー・ウォーリアズ」と共に）創設した「ファイブ・ウェポンズ・ソサイエティ」の現総帥および「ハウス・チャンピオンズ」の現代表であり、父たちの負の遺産や悪行を贖罪しようとしている。父親がフー・マンチューとされていた時代の居城であった「ハウス・オブ・デッドリー・ハンド」を新たにニューヨークに再建し、コマンダー・ハンドと呼ばれている。新たな居城には、5名の妹達の2名であるエスメとジラン、弟の1人のタケシ、マスター・リンを迎え、マスター・リンから（シュイ・フアの操る）キョンシーや闇の魔術への対策を習った。
父に関する組織である「トライアッズ」と「セレストリアル・オーダー・オブ・シ・ファン」には、暗殺者時代には所属していた時期もあったが後にこれらの組織の最大の敵となった。
シャン・チー自身もMI5やMI6に所属していたが、デニス・ネイランド・スミス卿やクリーブ・レストン（英語版）の父、リー・チン・リン/デス・ディーラーなどフー・マンチューと因縁を持つ者も少なくなく、最初の接触はスミス卿の友人のジェームズ・ピートリーを暗殺するためにシャン・チーが送られたというものだった（この際、ピートリーは自身を模したロボットでシャン・チーを欺いている）。ジェームズ・ボンド含む様々な諜報員と同僚であり、他の著名な所属者や元所属者にはブラックジャックター（英語版）、シャン・チーと恋愛関係にあったレイコ・ウー、妹の一人 バオ・ユー、過去にデアデビルやエレクトラの宿敵だった犯罪集団のドンのエリック・スラウター、呪われた変幻自在の肉体を持つアリステア・スチュワート）などがいる。
フリーランス・リストレーションズはイギリスの諜報組織の腐敗や悪の侵入に対抗して作られた、一部の諜報員による秘密結社であり、シャン・チーの他、上記のデニス・ナイランド・スミス卿、ジェームズ・ピートリー、レイコ・ウー、ブラックジャックター、（MI6に所属していた父親と異なり）クリーブ・レストン自身等が所属していた。

### ヒーロー/ヒロインのチーム
過去に多数のチームに所属しており、ヘラクレス、スパイダーマン、セナ（エターナルズ）、ハルク、キャプテン・アメリカ、ホークアイ、アイアンマン、アントマン、ワスプ、ファルコン、ブラック・ウィドウ、ヴェノム、クイックシルバー、デアデビル、エレクトラ、ルーク・ケイジ、ゴーストライダー、ムーンナイト、シャロン・カーター、ヴァルキリー、X-メンのビースト、オルカ（シャチの特性を持ったアトランティス人）等多数のキャラクターと共闘してきた。
これまでに所属してきたチームとしては、アベンジャーズ、ニューアベンジャーズ、アンダーグラウンド、マーベル・ナイツ、ヒーローズ・フォー・ハイア（ナイト・アンド・ウィング）等があり、その他にもシークレット・アベンジャーズと同盟関係を結んでいた。
アジア系ヒーロー/ヒロインによるいくつかのチームにも所属している。
- エージェントオブアトラス（英語版）では、アトラス・ファウンデーションがアドバイザーである竜[注 2]のミスター・ラオとジミー・ウー（英語版）によって、アジア系ヒーロー/ヒロインによる新たなチーム「ニュー・エージェンツ・オブ・アトラス」を編成すると決定し、「ザ・ウォー・オブ・ザ・レルムス」（英語版）にてシャン・チーも韓国系を中心とする他のアジア系ヒーロー/ヒロイン（スパイダーマンと関係が深いシルク（英語版）、クミホであるホワイト・フォックス、ルナ・スノー、クレッセント＆イオ（クマの幽霊）、ブラウン、エアロ、ソードマスター、アマデウス・チョウ（アジア人版ハルク）、ウェーブ）と共にスカウトされた。
  - 既存のチーム「エージェンツ・オブ・アトラス」（3Dマン、ナモラ、ゴリラマン、ヒューマン・ロボット/M-11、ヴェヌス、マーベル・ボーイ、ジミー・ウー）の別動隊である。
- シルク、ジミー・ウー、アマデウス・チョウ（英語版）とチーム「プロテクターズ」でも引き続き共闘し、ミズ・マーベル、ジェイコブ・オー（アジア人版ウォーマシン）もメンバーであった[23]。

## その他のバージョン
「What The--?!」シリーズに登場したシャン・チュー（Shang-Chew）は、「マスター・オブ・豆腐」（マスター・オブ・カンフーに因んでいる）とされる戦う料理人である。Chewは「食べ物をかむ」という意味である。
父親はジャンクフー・マンチュー（Junkfu Manchu）であり、ジャンクフードを優先する思考を持ち、帽子にはマクドナルドのロゴが刺繍されている。

## MCU版

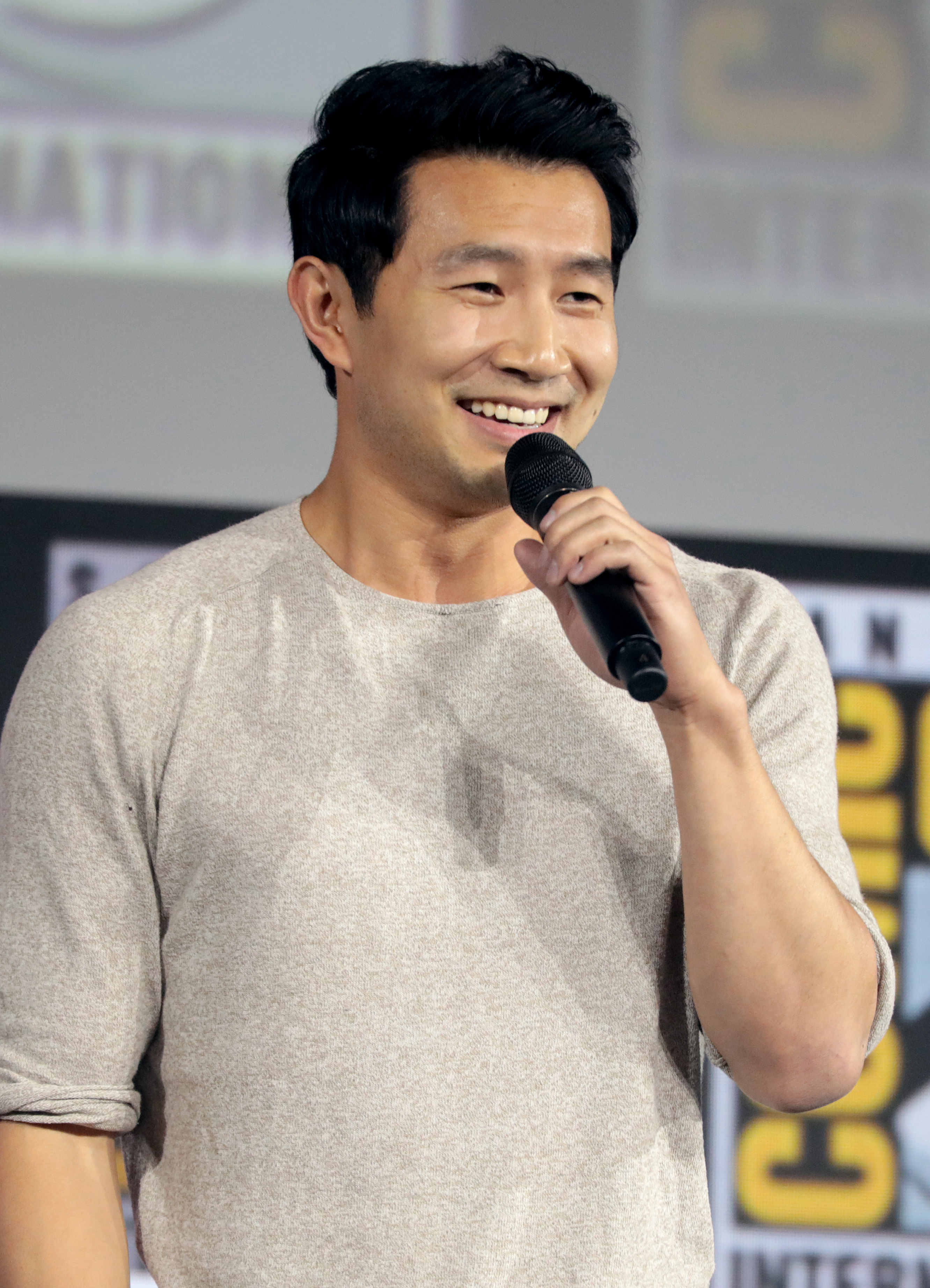
2019年サンディエゴ・コミコンで『シャン・チー/テン・リングスの伝説』をPRするシム・リウ

マーベル・シネマティック・ユニバース（MCU）では、シム・リウが演じる。日本語吹替は細谷佳正が担当

### キャラクター像
犯罪組織“テン・リングス”の長である父シュー・ウェンウーと、“ター・ロー”出身の戦士だった母イン・リーとの間に生まれた武道家。7歳の頃までは両親や妹のシュー・シャーリンと家族揃って人里離れた山奥で幸せに暮らしていたが、リーを喪って間も無くウェンウーの下でテン・リングスの後継者になるようにあらゆる殺人技術の訓練を施され、14歳にして組織の中でも強靭で敏捷な身体を持つ指折りの暗殺者となった。そして15歳頃に父の指示を受けて渡米すると、母の生命を奪った“アイアン・ギャング”の親玉を手にかけるも、その罪悪感に苦しんで組織には戻らず、平凡な人生への憧れもあって、サンフランシスコで“ショーン”という偽名を名乗って、現地で暮らしはじめた。
そのような生い立ちであるものの、自身は無闇に力を振るうことを好まず、世間付き合いも上手く、家族や友人を深く大切に思うほど心優しい善良な人柄で、カラオケが大好きという市井の青年らしい一面も持つ。しかし、妹を置き去りにして父や組織から逃避したことに苦悩も抱え続けてきた。

### 能力
幼い頃から数年間に渡ってウェンウーとデス・ディーラーの下で厳しい訓練各種を受けたことから、八極拳・詠春拳・少林拳・シラットなどのさまざまな武術を基礎とする洗練された徒手空拳を主戦法とし、パルクールにも長け、苦無や棍などの白兵戦用武器も自在に駆使する。これに加え、母国語である中国語と英語を含む4ヵ国語を話す語学力も有している。さらに、生前のリーに習った太極拳の“気”を練る動作と、伯母のイン・ナンから受けた手ほどきにより、“テン・リングス”（腕輪）も操れるようになる。

### 武具・アイテム
テン・リングス（腕輪）
10個ワンセットで構成される神秘的な功夫環。ター・ローを巡る戦いで、ウェンウーと対決することになったシャン・チーは、“ドウェラー・イン・ダークネス”が解き放たれた際に、父からこのリングを託されて所有者となる。
ペンダント
リーが、幼い頃のシャン・チーとシャーリンに1個ずつ首飾りとして託した、2個1セットの緑色の宝石。ター・ローへの道標でもある。
ター・ローの武具
加工された龍（“グレート・プロテクター”）の鱗が施されて作られた武具各種。シャン・チーはター・ローに赴いた際に、ナンからリーが拵えていた赤い鎧を託されて着用し、ウェンウーらテン・リングス（組織）に対しては棍を用いる。

このほかにもシャン・チーは、デス・ディーラーの苦無や、テン・リングス兵士の鈎も保持・行使している。

### 活躍
『アベンジャーズ』のポストクレジットシーンにマンダリンと共に登場する計画が存在したが実現しなかった。
『シャン・チー/テン・リングスの伝説』
演 - シム・リウ（本編）、アーノルド・スン（少年期）、ジェイデン・チャン（幼年期）
日本語吹替 - 細谷佳正（本編）、鶴翔麒（少年期）、野地祐翔（幼年期）
本作からMCU初登場。
親友のケイティ・チェンと共に“フェアモントホテル”でホテルマン（駐車係）として働きながら、一般人としての日々を送っていたが、またもやター・ローを狙う父に再会し、自身の過去と向き合うこととなって、テン・リングスや闇の魔物との戦いに身を投じることになる。
ある日ケイティと2人で、出勤途中のバスに乗っていたところ、レーザー・フィスト率いるテン・リングスの刺客らに遭遇。ペンダントを渡すよう迫られ、ケイティを殴られたことに怒って手を出したことから車内で乱闘となり、バスが暴走すると他の乗客たちを庇いながら応戦して刺客らを撃退するが、ペンダントを奪われてしまった。このことから、次は妹が狙われると察して、数日前にシャーリンが送ってきたと思しき絵葉書の差出人住所であるマカオ行きを決め、強引に同行するケイティに自身の過去の一端を明かした。
マカオの“ゴールデン・ダガーズ・クラブ”に到着すると、クラブの闘技場で行われる“メインの試合”に無理矢理出場する羽目になり、そこで対戦相手として現れたシャーリンと再会するや、失踪したことへの弁解を聞き入れられずにノックアウトされた。試合後に、彼女にもペンダントが狙われていると知らせると、またもテン・リングスの襲撃に遭遇し、クラブのビル外周の足場を舞台に兵士らと接近戦を繰り広げ、シャーリンのペンダントを奪ったデス・ディーラーも激闘の末に追い詰めたが、姿を現したウェンウーにその場を収拾されて、テン・リングス本部へ赴くこととなった。
本部で父から亡くなった筈のリーを救うためにター・ローへの侵攻を反対すると、ケイティたちと監禁されるも、そこでトレヴァー・スラッタリーや“モーリス”と出会って脱出。彼らの案内でター・ローへ赴き、現地の村に到着し、イン・ナンに出迎えられた。
そこでナンに父のター・ロー侵攻を伝え、闇の魔物にまつわる村の伝説を聞かされると、武術の指導を受け、ケイティに自分が母の仇の命を奪っていたことと父も手にかける決意を明かした。そして清明節の日にウェンウーらがター・ローに現れると、テン・リングスとの大乱闘に突入し、父と一騎打ちを繰り広げて一度は湖に突き落とされるが、グレート・プロテクターに救われてウェンウーに再戦を挑み、もうやめようと説得した。だが“ダーク・ゲート”を破ったドウェラー・イン・ダークネスに父の魂を奪われると、託されたリングとシャーリンやグレート・プロテクターとの共闘でドウェラー・イン・ダークネスに立ち向かった。一時は窮地に陥るも、グレート・プロテクターから落ちかけたシャーリンを護り、ケイティの援護も得て、最後はリングの力でドウェラー・イン・ダークネスらを撃破した。
その事後は、村の灯籠流しに参加してウェンウーを偲んだ。サンフランシスコに帰国後、ケイティたちとバーにいたところに現れたウォンに“カマー・タージ”へ連れられ、リングを分析されると、未だに謎が多いリングに首を傾げるも、それが終わるとケイティやウォンと3人でカラオケを楽しむ。

## その他のメディアにおいて

### 本
2021年には、マイケル・チェンによる『Little Golden Book』が出版された。

### ビデオゲーム
- 「Marvel Future Fight」でアンロック可能なプレイアブルキャラクターとして登場。
- 「Marvel Duel」のプレイアブルキャラクターとして登場。
- 「Marvel Contest of Champions」のプレイアブルキャラクターとして登場。